# Tubo enfriador subterráneo

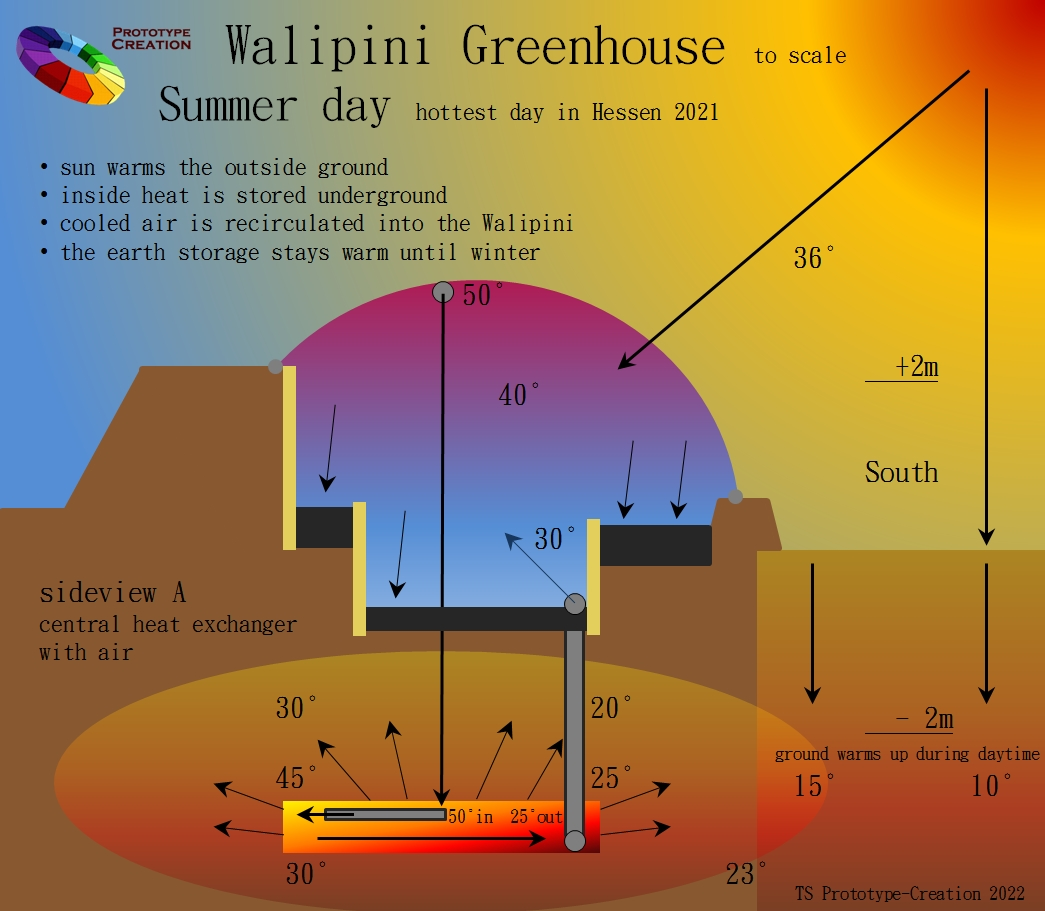
Tubo enfriador subterráneo

El pozo provenzal, pozo canadiense, tubo enfriador subterráneo o intercambiador aire-suelo es un intercambiador geotérmico de muy baja energía utilizado para refrescar el aire de ventilación de los edificios en verano. Se llama pozo canadiense cuando sirve para precalentar el aire de ventilación en invierno.
Es un método de climatización geotérmica de ventilación estival y calentamiento invernal muy utilizado en las casas pasivas.

## Principio
El pozo provenzal consiste en proveer aire fresco para una edificación después de haberlo hecho circular por un conducto subterráneo que, de acuerdo a las condiciones climáticas, lo puede enfriar o calentar utilizando la inercia térmica de la tierra. El aire sirve como conductor térmico mientras que el tubo sirve como intercambiador térmico al mismo tiempo que lleva el aire hasta la construcción.
Principalmente utilizado como sistema de climatización natural, el pozo provenzal puede ser utilizado en invierno para precalentar el aire entrante o para mantener descongelada una habitación.
Se basa en el hecho de que la temperatura subterránea:
- es diferente de la temperatura superficial.
- su variación puede ser modelada como la suma de dos funciones oscilantes, la primera estacional (verano/invierno) y la segunda diaria (día/noche).
- la variación de la media anual será menor a una mayor profundidad.
- su variación diaria, a menor profundidad, es desfasada en el tiempo respecto a la variación del aire superficial debido a la inercia térmica de la tierra.

Estos hechos también deben de considerar las siguientes condiciones:
- la profundidad del suelo a partir de la que la temperatura se considera no gélida es de aproximadamente 60 cm en plano en las latitudes francesas metropolitanas.
- la temperatura media estacional subterránea a partir de los dos metros de profundidad se aproxima a la temperatura de confort (18-26 °C) tanto en verano como en invierno.
- las variaciones en la temperatura estacional no intervienen a partir de una profundidad de 10/15 metros, la temperatura permanece casi-constante a lo largo de todo el año.

Generalmente el tubo se enterrará a, al menos, 1,5 metros de profundidad para que:
- esté protegido contra las heladas;
- la variación de temperatura diaria sea diferente a la de la temperatura superficial;
- la temperatura promedio mensual varia de acuerdo a las estaciones.

Este comportamiento se debe a la capacidad térmica del suelo, por lo que un pozo provenzal puede ser contraproducente, si calienta o enfría momentáneamente de modo contrario a lo que se espera. Para evitar esto, se recomienda la posibilidad de una entrada directa de aire, y una compuerta (manual o eléctrica) para controlar el flujo en los pozos.
Al utilizar el principio de inercia térmica el sistema es mucho más eficaz cuando los cambios en la temperatura exterior son grandes, o cuando existen eventos climáticos extremos de corta duración (por ejemplo: nevadas, siempre que la entrada de aire este protegida de la nieve).

## Elementos de los pozos

### Intercambiador térmico: el tubo
El tubo realiza un intercambio térmico entre el flujo de aire y el suelo (o cualquier otro material que tenga una capacidad térmica importante debida a la masa).
El circuito de aire puede ser cerrado, es decir, forma un bucle que inicia bajo tierra y termina en el edificio. Además de sus ventajas térmicas mantiene su eficiencia durante los periodos húmedos. Sin embargo, no contribuye a la renovación del aire interior por lo que es necesario un segundo circuito, etc.
El circuito de aire se considera abierto si proviene del exterior. En verano el aire húmedo que precede una tormenta, debido a la humedad (tasa higronométrica) y la temperatura, puede condensarse en las paredes del tubo. El cambio de estado (licuefacción) del vapor de agua a gotas se lleva a cabo a temperatura constante, esto significa que al restituir la energía[1] reduce el desempeño de los pozos limitando la caída de la temperatura del flujo de aire (alrededor de un flux sec). Es necesario que el tubo tenga una pendiente constante para la evacuación y evitar el estancamiento del agua. Es importante notar que un pozo provenzal es poco eficaz en los climas con estaciones calurosas y húmedas.
El tubo debe satisfacer ciertas restricciones impuestas por el medio ambiente:
- resistir la corrosión, pues estará en contacto permanente con el aire y el agua.
- resistir el aplastamiento debido al hecho de estar enterrado, inmerso o del eventual tráfico automotriz sobre la superficie.
- resistir ligeras deformaciones para soportar movimientos del terreno sin romperse.
- no ser poroso ni permeable para evitar cualquier tipo de contaminación.
- resistir un tratamiento químico o térmico destinado a remediar una contaminación accidental o una contaminación del flujo aéreo debida a un agente presente en el tubo.
- tener el interior liso para facilitar la evacuación de condensados.
- si el tubo está compuesto por varias piezas las uniones deben de cumplir también con estas características.

La conductividad térmica del material del tubo es prácticamente irrelevante en el rendimiento térmico del sistema[2]. Los tubos metálicos no son aconsejables pues son sensibles a la corrosión pero no se comportan mejor que los tubos de polímeros. Los tubos de PVC NF poseen un recubrimiento interior extrudido que reduce los intercambios térmicos. Para lograr mayor eficiencia existen tubos de polipropileno que tienen un recubrimiento interior coextrudido, y además, presentan propiedades bactericidas gracias a iones de plata.

### La circulación del aire
El funcionamiento del pozo provenzal se basa en la circulación del aire en el tubo que puede operarse:
- pasivamente, ya sea por la sobrepresión en la entrada del tubo si se coloca, por ejemplo, de lado a los vientos dominantes y/o creando una depresión a la salida del tubo mediante una chimenea provenzal[3] (chimenea solar). Estos dispositivos funcionan sólo con la energía del viento y del sol. El dimensionamiento de la toma de aire y del tubo deberá ser apropiado y la regulación del aire se hará manualmente por obstrucción (compuerta, diafragma, etc.). Este procedimiento puede ayudar a mantener descongelado un edificio desprovisto de energía eléctrica.
- mecánicamente gracias a una ventilación motorizada apropiada. En cualquier caso, la obligación legal de instalar una ventilación mecánica controlada (VMC) en las casas-habitación de un gran número de países europeos[4], hace que una ventilación dedicada sea raramente instalada pues el VMC se ocupa de esto. Durante la instalación la potencia de la VMC debe tener en cuenta las pérdidas de carga adicionales generadas por los pozos. El esquema de circulación del aire en una casa con únicamente una entrada y una salida de aire corresponde al de la VMC de doble flujo.

El flujo de aire debe circular por todo el edificio:
- si la edificación sólo tiene una pieza la entrada del pozo la puede alimentar directamente, bastará con una VMC de flujo simple.
- si la edificación tiene varias habitaciones y/o pisos, el flujo aéreo deberá ser encaminado y repartido entre las piezas. El pozo provenzal requiere que todas las otras entradas de aire estén selladas herméticamente, una VMC de doble flujo en una habitación será útil para garantizar la renovación constante y uniforme del aire en toda la edificación y principalmente en la cocina, sobre todo si la estufa es de gas. Este sistema necesita una entrada de aspiración o insuflación en casi todas las piezas. Además las características de la instalación deben de ser estudiadas a fin de evitar propagar los sonidos de un cuarto al otro o el sonido de la ventilación en el edificio.

El flujo de aire fresco entrante se comporta como fluido conductor térmico, los conductos que distribuyen el aire en las piezas deberán ser aislados para que el calor o la frescura no se pierdan en el techo o en el subsuelo, durante su trayectoria.
La inversión en una VMC de doble flujo presenta una ventaja en las ganancias térmicas además de ser la extensión de un pozo provenzal, permite la utilización de un intercambiador aire-aire que aprovechara el calor o la frescura del aire de salida para calentar o refrescar el de entrada. El intercambio térmico no es necesario todo el tiempo por lo que un canal alterno y/o una compuerta que permitan cerrar el circuito son muy recomendables.
Las legislaciones vigentes imponen una tasa mínima de renovación de aire en los hogares, sin embargo, no imponen un límite para el aumento de la frecuencia de éstas en verano. La ventilación mecánica seleccionada deberá, idealmente, ser regulable y correctamente dimensionada, de tal forma que no aumente el consumo eléctrico de manera desproporcionada.

### Protecciones contra la contaminación
La renovación del aire interior permite combatir la contaminación interna y los pozos provenzales contribuyen al limitar las pérdidas térmicas, los contaminantes evacuados por ésta tienen diversas formas gaseosas y pueden ser de origen humano, por la respiración, como el dióxido de carbono o de origen natural como el radón. El radón no es el único gas que se desprende del suelo pero representa un peligro sanitario al ser más pesado que el aire y, sobre todo, un contaminante radiactivo. Está presente de modo natural en todos los continentes y regiones, principalmente las de composición granítica, volcánica o uranífera y las autoridades nacionales (Francia) la mencionan[5]. Debido a sus características tiende a acumularse en las depresiones (cuevas o lugares poco ventilados): el riesgo aumenta proporcionalmente con su concentración en el aire respirado, y es muy cancerígeno, en particular, para los pulmones. Se enfatizar durante el diseño del pozo el cuidado en el nivel de permeabilidad del tubo y las uniones respecto a este gas para evitar que el sistema se convierta en un difusor del gas en la edificación. Un pozo en funcionamiento diluye las infiltraciones gaseosas casuales con el aire fresco disminuyendo las concentraciones de radón a un máximo aceptable (con una radioactividad menor a 150 Bq/m³[6]). Cuando se utiliza de forma intermitente o después de un abandono prolongado este gas, debido a su densidad, se puede infiltrar y acumular en el tubo, por lo que es una buena práctica un purgado inicial del tubo mediante una válvula que arroje el contenido al exterior sin pasar por la construcción. Otra solución puede ser revertir los flujos de aire de la casa. Es importante notar que esto se produce naturalmente si la ventilación del pozo es detenida sin que éste sea obstruido.
La proximidad de una zona industrial clasificada[7] prevé normalmente un plan de acción en caso de catástrofe que incluye medidas de confinamiento como el paro de los sistemas de ventilación. En estos casos la ventilación debe de poder ser detenida rápidamente, sin importar si es natural o mecánica. Si es natural el pozo y su válvula, deben de ser fácilmente obstruidos; si es artificial, debe de existir un interruptor accesible, un fusible o un interruptor automático diferencial dedicado en el panel de electricidad que permitan un paro rápido del sistema. Después de una catástrofe industrial química se debe de revisar cuidadosamente el estado del pozo antes de su puesta en marcha, ya que el tubo puede haber acumulado gases tóxicos pesados (por ejemplo: dicloro).
Si no está protegido por una rejilla y filtros, el pozo provenzal puede servir de entrada para animales y partículas perjudiciales para el hogar (roedores, reptiles, insectos, polen...) que pueden ser causa de enfermedades o molestias. Los filtros son instalados desde el exterior hacia el interior a través de mallas cada vez más finas, que en último caso, como los utilizados contra el polen, requieren mayor atención y renovación periódica si se quiere mantener la eficiencia del sistema. Al impedir el acceso de animales y partículas, la acumulación de materia orgánica está limitada pues se impide la acumulación de heces, alimentos, tierra o materia vegetal para la construcción de nidos, también impiden que el tubo aspire las hojas y el polvo suspendidos en el aire. Sin estos la acumulación con el paso del tiempo de una mezcla de todos los elementos anteriores y el agua condensada podrían formar un substrato para el crecimiento de hongos, moho y/o bacterias. Los malos olores que siguen a la reactivación de un pozo después de un abandono prolongado indican la presencia de materia en descomposición o fermentación.
La evacuación de los condensados de los pozos, si se drenan por los conductos cloacales, necesita la instalación de un sifón. La aspiración creada por una VMC no separará el aire proveniente del pozo y el aire viciado del drenaje creando un riesgo sanitario y malos olores en todo el edificio ventilado. Para mantener su eficacia y no ser foco de contaminación el sifón debe ser efectivo y el agua no debe estancarse, algo difícil en la práctica y que genera la necesidad del monitoreo de la instalación.
El buen mantenimiento y la prevención son el mejor modo de evitar la contaminación durante la vida útil de la instalación. El mantenimiento periódico consiste en reemplazar y/o limpiar los filtros para evitar las pérdidas de potencia y el aumento del consumo eléctrico si existen instalaciones mecánicas. La prevención se refiere a examinar el estado del tubo cada determinado tiempo, tres años por ejemplo, para conocer sus propiedades e integridad sobre todo en las zonas de pérdida de carga, como en los codos (que deben evitarse todo lo posible o ser reemplazados por curvas abiertas)

## Puesta en marcha e ingeniería

### El rendimiento del intercambiador
El rendimiento del intercambiador térmico entre el flujo de aire y el suelo depende de:
Las propiedades del subsuelo: la conductividad térmica del suelo varia mucho en función de la presencia de agua. Si hay manantiales o ríos subterráneos el rendimiento es, en principio, función de la temperatura y de la permanencia de los flujos, ya que la capacidad térmica másica del agua es mucho mayor que la de los componentes del suelo. Las fuertes lluvias estivales pueden mejorar el rendimiento de los pozos incluso después de varias semanas de sequía.
Las dimensiones del tubo y el gasto o caudal de aire: el intercambio térmico es proporcionalmente mayor si la velocidad de escurrimiento del flujo aéreo es baja y la superficie del tubo es grande. El gasto se relaciona con las necesidades de renovación de aire fresco para el edificio mínimas reglamentarias. Como consecuencia, la velocidad dependerá únicamente del diámetro del tubo. La superficie de intercambio depende de la longitud y el diámetro del tubo. Es importante señalar que la longitud del tubo aumenta las cargas a vencer, por lo que influye directamente en la potencia necesaria para la instalación. El consumo de la ventilación debe de mantenerse a una potencia aceptable, es decir, la ganancia energética del pozo debe de ser mayor que las cargas energéticas asociadas a la ventilación para justificar su instalación.
La profundidad a la que está enterrado el tubo: a mayor profundidad, la temperatura es más uniforme. Es necesario encontrar el óptimo entre rendimiento y costo, que generalmente se encuentra a uno o dos metros de profundidad.
La tasa higronométrica del aire en el tubo.
- Datos: Q1420440
- Multimedia: Geothermal heat exchangers / Q1420440